# Rangendingen
Rangendingen är en kommun (tyska Gemeinde) i Zollernalbkreis i delstaten Baden-Württemberg i Tyskland. Kommunen består av ortsdelarna (tyska Ortsteile) Rangendingen, Bietenhausen och Höfendorf. Folkmängden uppgår till cirka 5 400 invånare, på en yta av 21,67 kvadratkilometer.
Kommunen ingår i kommunalförbundet Hechingen tillsammans med staden Hechingen och kommunnen Jungingen.

## Befolkningsutveckling
| Befolkningsutvecklingen i Rangendingen 1975–2015 | Befolkningsutvecklingen i Rangendingen 1975–2015 | Befolkningsutvecklingen i Rangendingen 1975–2015 | Befolkningsutvecklingen i Rangendingen 1975–2015 | Befolkningsutvecklingen i Rangendingen 1975–2015 |
| ------------------------------------------------ | ------------------------------------------------ | ------------------------------------------------ | ------------------------------------------------ | ------------------------------------------------ |
|                                                  |                                                  |                                                  |                                                  |                                                  |
| År                                               |                                                  |                                                  | Folkmängd                                        | Areal (ha)                                       |
| 1975                                             | 1975                                             |                                                  | 3 819                                            | 2 168                                            |
| 1980                                             | 1980                                             |                                                  | 4 270                                            |                                                  |
| 1985                                             | 1985                                             |                                                  | 4 475                                            |                                                  |
| 1990                                             | 1990                                             |                                                  | 4 721                                            |                                                  |
| 1995                                             | 1995                                             |                                                  | 4 977                                            |                                                  |
| 2000                                             | 2000                                             |                                                  | 5 076                                            |                                                  |
| 2005                                             | 2005                                             |                                                  | 5 225                                            |                                                  |
| 2010                                             | 2010                                             |                                                  | 5 203                                            |                                                  |
| 2015                                             | 2015                                             |                                                  | 5 168                                            | 2 167                                            |
|                                                  |                                                  |                                                  |                                                  |                                                  |